# Katja Riemann
Katja Hannchen Leni Riemann (Kirchweyhe gem. Weyhe, 1 november 1963) is een Duitse actrice, zangeres en auteur.

## Biografie
Katja Riemann werd geboren als dochter van een echtpaar basisschoolleraren in Kirchweyhe in Nedersaksen, waar ze de eerste twintig jaar van haar leven doorbracht. Ze heeft twee oudere broers en zussen die, net als hun ouders, een studie onderwijskunde hebben gevolgd.
Van 1990 tot 1998 woonde zij samen met Peter Sattmann, die ze had ontmoet tijdens het opnemen van de televisiefilm Von Gewalt keine Rede en met wie ze in totaal negen televisie- en bioscoopfilms maakte. Hun dochter werd geboren in augustus 1993.
Riemann woont in Berlijn en heeft een relatie met een beeldhouwer.

### Opleiding en theater
In haar vroege jaren nam Riemann ballet-, piano-, fluit- en gitaarlessen. Na haar afstuderen aan de Kooperativen Gesamtschule (KGS) Leeste in 1983, studeerde ze een semester danspedagogiek in Hamburg. Daarna zat ze in het Westfaalse Staatstheater in Castrop-Rauxel, waar ze voor het eerst interesse in acteren ontwikkelde. Ten slotte studeerde ze van 1984 tot 1986 aan de Hochschule für Musik und Theater van Hannover en van 1986 tot 1987 aan de Otto Falckenbergschool in München. Voor het einde van haar opleiding kwam ze op aanraden van scenarioschrijver Reinhard Baumgart via theaterregisseur Dieter Dorn naar het ensemble van de Münchner Kammerspiele, waar ze tussen 1986 en 1989 rollen speelde als Lieschen in Faust van Goethe, de blinde in Besucher van Botho Strauß, Ismene in Phaedra van Jean Racine en de vrouw van Galy Gay in Mann ist Mann van Bertolt Brecht.
Van 1990 tot 1992 had ze een aanstelling in het Schillertheater Berlin, waar ze verscheen als Amalia in Die Räuber van Friedrich Schiller (regisseur: Alexander Lang), in Gerhart Hauptmanns tragikomedie Die Ratten als Sidonie Knobbe en in de klucht Weekend im Paradies van Franz Arnold en Ernst Bach.
Begin 2007 speelde ze de hoofdrol in het toneelstuk Sex Stadt Beziehungen in het Maxim Gorki Theater in Berlijn, geregisseerd door Amina Gusner. Van november 2007 tot februari 2008 speelde ze de hoofdrol in het Tolstoj-toneelstuk Anna Karenina, waarmee ze door Duitsland en Zwitserland toerde. In 2008 speelde ze samen met Jasmin Tabatabai en Nicolette Krebitz de rol van Olga in het toneelstuk Drei Schwestern (gebaseerd op Anton Pavlovitsch Tsjechov).

### Film en televisie
Tijdens Riemanns derde semester aan de Hochschule für Musik, Theater und Medien in Hannover, gaf haar docent Peter Meinhardt, haar haar eerste leidende filmrol in het zesdelige televisiespel Sommer in Lesmona (1987), gebaseerd op brieven van de schrijfster Magdalene Pauli, geproduceerd door de Westdeutscher Rundfunk. Ze nam de rol op zich van de 18-jarige Marga Lürmann, die in 1893 verliefd werd op de jonge Engelsman Percy Roesner in Lesmona - een wijk in Bremen - , maar uiteindelijk boog voor de verwachtingen van haar ouders tijdens Percy's vijfjarige verblijf in Engeland en met de kunsthistoricus Dr. Rudi Retberg trouwt. Haar optreden leverde haar in 1988 de Adolf Grimme-prijs met goud op, naast Peter Beauvais (regisseur), Reinhard Baumgart (scenario) en Herbert Grönemeyer (muziek). In december 1989 was ze te zien in Tatort van Schimanskis Katjas Schweigen als Katja Schaaf in de titelrol. Voor haar vertolking in deze rollen kregen zij en Maja Maranow de Gouden Camera 1989 in de categorie «Ontdekking van het jaar».
Bernd Fischerauer wierp haar in de tiendelige televisieserie Regina, gebaseerd op een gelijknamige roman van Utta Danella, op de trappen van het economische wonder als de 22-jarige Regina Thorbeke, die in 1955 illegaal uit Dresden naar München vluchtte. Voor haar rol van het getraumatiseerde slachtoffer van verkrachting Leonie Ossowski in de ZDF-televisiefilm Von Gewalt keine Rede (1990), ontving ze in 1991 de Lilli Palmer Memory Camera voor «Beste aankomende actrice» bij de Gouden Camera. In de Hera Lind verfilming van Ein Mann für jede Tonart (1993) was ze voor het eerst op het grote scherm te zien in de rol van de aspirant-zangeres Pauline Frohmut. In de universiteitsfilm van Abgeschminkt! van Katja von Garnier (1993) voor het HFF München, dat in het hele land bioscopen bereikte en in totaal 1,2 miljoen bezoekers bereikte, nam ze naast Nina Kronjäger de hoofdrol op zich van cartooniste Frenzy, die in een creatieve crisis verkeert. Voor deze eerste twee bioscooprollen ontving ze in 1994 de Actress Award bij de Beierse Filmprijs.
Op televisie speelde ze in de 157e aflevering Blue Dream - Tod im Regen (1993) van Polizeiruf 110, opgevoerd door Bodo Fürneisen, de serveerster Rita, die met haar vriendin Natalie (Suzanne von Borsody) naar Hamburg wil om daar een boetiek te openen. Ze had nog een filmrol in Sönke Wortmanns komedie Der bewegte Mann als Doro, de vriendin van de hoofdpersoon Axel Feldheim (Til Schweiger). In Bandits (1997), dat gaat over vier vrouwen die een band in de gevangenis hebben geformeerd en onverwachts kunnen vluchten, nam ze naast Jasmin Tabatabai, Nicolette Krebitz en Jutta Hoffmann een van de vier leidende rollen op zich van Emma Moor, het ex-lid van een jazzband. Tijdens de opnamen leerde ze drummen van Curt Cress en speelde ze samen met de andere acteurs een doorslaggevende rol op de soundtrack van de film. Vanaf oktober 1997 was ze in de Ingrid Noll-romanaanpassing Die Apothekerin in de titelrol van apotheker Hella Moormann op het grote scherm. Voor haar acteerprestatie ontving ze in 1998 de Berlin Bear. Joseph Vilsmaier plaatste haar in zijn filmbiografie Comedian Harmonists (1997) als partner en later echtgenote Mary van de zanger Roman Cycowski. In Rainer Kaufmanns misdaadfilm Long Hello & Short Goodbye (1999) was ze te zien in de rol van Ida.
Na de millenniumwisseling bleef Riemann in verschillende film- en televisieproducties bezig. In de verfilming Bibi Blocksberg (2002) en het vervolg Bibi Blocksberg und das Geheimnis der blauen Eulen (2004), gebaseerd op de gelijknamige hoorspelreeks voor kinderen, nam ze de rol aan van de moeder van de jonge heks Bibi Blocksberg als Barbara Blocksberg. In Kai Wessels tv-film Goebbels und Geduldig (2002) en in Dani Levy's Hitler-parodie Mein Führer – Die wirklich wahrste Wahrheit über Adolf Hitler (2007) speelde ze Hitlers minnares Eva Braun. Bovendien was Riemann te zien in de verkeerde komedie Der Job seines Lebens (2003) en het vervolg Der Job seines Lebens 2 – Wieder im Amt (2004) als Heide Achimsen, de vrouw van premier Uwe Achimsen, die een dubbelganger heeft. Voor haar rol als Signe in Oskar Roehlers Agnes und seine Brüder ontving ze in 2004 de Duitse filmprijs in de categorie «Beste vrouwelijke bijrol».
In Die Relatitätstheorie der Liebe (2011) glipte ze samen met Olli Dittrich in de rol van geliefden in vijf met elkaar verweven afleveringen. Stefan Krohmer cast haar in zijn filmdrama Verratene Freunde als Christa, de vrouw van de ondernemer Peter Staude. In Tatort - Die Wahrheit stirbt zuerst (2013) nam ze de rol van BKA-officier Linda Groner op zich. In de meest succesvolle films van 2013, 2015 en 2017 Fack ju Göthe, Fack ju Göhte 2 en Fack ju Göthe 3 speelde ze de schooldirectrice Gudrun Gerster. In mei 2018 was ze te zien in de film Herrliche Zeiten van Oskar Roehler als tuinarchitecte Evi Müller-Todt. In de ARD driedelige serie Unsere wunderbaren Jahre, die plaatsvindt tijdens het Wirtschaftswunder was zij de pianiste Christel Wolf.

### Muziek
Katja Riemann heeft verschillende muziekalbums uitgebracht. In 1997 stond ze op de soundtrack van de film Bandits. In 2000 bracht ze haar solodebuut Nachtblende uit, een popalbum met Duitse teksten die grotendeels door haarzelf waren geschreven. Het Engelstalige jazzalbum Favourites volgde in 2003 met het Katja Riemann Octet. In 2004 verscheen Ein Stück vom Himmel met liederen van joodse componisten uit de jaren 1920 en 1930, samen met Anika Mauer, Natalia Wörner, Imogen Kogge, Burghart Klaußner en Max Hopp. Daarna zingt ze de nummers Sexappeal, Der Mensch muss eine Heimat haben en Monotonous Nights.
In december 2006 trad ze op met Johannes Heesters in verschillende uitvoeringen als solist in het Stars go swing-concertprogramma van de bigband The Capital Dance Orchestra in het Admiralspalast in Berlijn. Op het 31e Evangelische Kerkcongres in juni 2007 trad ze op als zangeres tijdens een concert van de muziekgroep Brothers Keepers.

### Als schrijfster
In 1999 publiceerde Riemann het kinderboek Der Name der Sonne. Op uitnodiging van Roger Willemsen voor het Mannheim Literatuurfestival schreef ze in 2015/2016 een rapport over haar werk en ervaringen, dat ze in 2020 als boek publiceerde. De boektitel Jeder hat. Niemand darf citeert het begin van zinnen uit de Universele Verklaring van de Rechten van de Mens.

## Sociaal engagement
Katja Riemann zet zich in voor democratie en mensenrechten, evenals voor een open samenleving. Daarnaast ondersteunt ze de strijd tegen kinderarmoede, kinderhandel en de besnijdenis van jonge meisjes in Afrika. Ze werd ook benoemd tot lid van de Innovatieadviesraad van het federale ministerie voor Economische Samenwerking en Ontwikkeling. In 2010 ontving ze voor haar inzet het Federale Kruis van Verdienste am Bande.
Ze is sinds 2000 UNICEF-ambassadeur en ondersteunt Amnesty International en de ONE-organisatie.

## Onderscheidingen
- 1988: Adolf-Grimme-Preis met goud voor Sommer in Lesmona (samen met Reinhard Baumgart, Peter Beauvais en Herbert Grönemeyer)
- 1990: Goldene Kamera 1989 als «Entdeckung des Jahres» (samen met Maja Maranow)
- 1992: Goldene Kamera 1991 Lilli Palmer & Curd Jürgens Gedächtniskamera – «Beste aankomende actrice» voor Von Gewalt keine Rede
- 1994: Bayerischer Filmpreis (acteurprijs) voor Abgeschminkt en Ein Mann voor jede Tonart
- 1994: DIVA-Award
- 1994: Bambi als «Beste vertolkster» in Der bewegte Mann
- 1996: Deutscher Filmpreis voor Stadtgespräch.
- 1996: Bayerischer Filmpreis (acteurprijs) voor Stadtgespräch en Nur über meine Leiche
- 1997: Nero-Filmpreis voor de «Beste vrouwelijke hoofdrol» in Nur aus Liebe
- 1997: Berliner Bär (B.Z.-cultuurprijs) voor Die Apothekerin
- 1997: Ernst-Lubitsch-Preis
- 1998: Bayerischer Filmpreis voor Bandits (beste muziek in de film)
- 1998: Deutscher Filmpreis als «Beste vertolkster» voor Die Apothekerin en Bandits
- 1999: Filmfestival Málaga: «Beste vertolkster» (Die Apothekerin)
- 2003: Coppa Volpi bij de Filmfestspielen von Venedig 2003 voor Rosenstraße (beste hoofdrol)
- 2004: Deutscher Filmpreis (beste bijrol in Agnes und seine Brüder)
- 2007: Prijs voor Schauspielkunst bij het Festival van de Duitse Film
- 2007: Bambi in der categorie «Film national» voor Das wahre Leben en Ein fliehendes Pferd
- 2009: Premio Bacco voor haar levenswerk[5]
- 2009: Adolf-Grimme-Preis voor Das wahre Leben
- 2010: Bremer Stadtmusikantenprijs
- 2010: Verdienstorden van de Bondsrepubliek Duitsland[6]
- 2016: Courage-Prijs[7] voor hun diverse en constante sociale betrokkenheid[8]

## Filmografie

### Films
- 1992: Die Distel (kinderfilm), regie: Gernot Krää
- 1993: Abgeschminkt!, regie: Katja von Garnier
- 1993: Ein Mann für jede Tonart, regie: Peter Timm
- 1994: Der bewegte Mann, regie: Sönke Wortmann
- 1995: Nur über meine Leiche, regie: Rainer Matsutani
- 1995: Stadtgespräch, regie: Rainer Kaufmann
- 1996: Nur aus Liebe, regie: Dennis Satin
- 1996: Die Apothekerin, regie: Rainer Kaufmann
- 1997: Bandits, regie: Katja von Garnier
- 1997: Comedian Harmonists, regie: Joseph Vilsmaier
- 1999: Long Hello and Short Goodbye, regie: Rainer Kaufmann
- 2002: Goebbels und Geduldig, regie: Kai Wessel (Regisseur)|Kai Wessel
- 2002: Bibi Blocksberg, regie: Hermine Huntgeburth
- 2003: Rosenstraße, regie: Margarethe von Trotta
- 2004: Agnes und seine Brüder, regie: Oskar Roehler
- 2004: Bibi Blocksberg und das Geheimnis der blauen Eulen, regie: Franziska Buch
- 2004: Bergkristall, regie: Joseph Vilsmaier
- 2006: Ich bin die Andere, regie: Margarethe von Trotta
- 2007: Blood and Chocolate, regie: Katja von Garnier
- 2007: Ein fliehendes Pferd, regie: Rainer Kaufmann
- 2007: Mein Führer – Die wirklich wahrste Wahrheit über Adolf Hitler, regie: Dani Levy
- 2007: Shanghai Baby, regie: Berengar Pfahl
- 2008: Up! Up! To the Sky, regie: Hardi Sturm
- 2011: Die Relativitätstheorie der Liebe, regie: Otto Alexander Jahrreiss
- 2011: Der Verdingbub, regie: Markus Imboden
- 2012: Türkisch für Anfänger, regie: Bora Dagtekin
- 2012: Ausgerechnet Sibirien; regie: Ralf Huettner
- 2012: Das Wochenende, regie: Nina Grosse
- 2013: Fack ju Göhte, regie: Bora Dagtekin
- 2014: Coming In, regie: Marco Kreuzpaintner
- 2014: Ohne Dich, regie: Alexandre Powelz
- 2014: Das gespaltene Dorf (tv-film), regie: Gabriel Le Bomin
- 2015: Die abhandene Welt, regie: Margarethe von Trotta
- 2015: Fack ju Göhte 2, regie: Bora Dagtekin
- 2015: Er ist wieder da, regie: David Wnendt
- 2016: Mängelexemplar, regie: Laura Lackmann
- 2016: SMS für Dich, regie: Karoline Herfurth
- 2017: High Society, regie: Anika Decker
- 2017: Fack ju Göhte 3, regie: Bora Dagtekin
- 2017: Forget About Nick, regie: Margarethe von Trotta
- 2018: HERRliche Zeiten, regie: Oskar Roehler
- 2018: Goliath96, regie: Marcus Richardt
- 2019: Das perfekte Geheimnis, regie: Bora Dagtekin
- 2020: Vier zauberhafte Schwestern, regie: Sven Unterwaldt
- 2020: Enfant Terrible, regie: Oskar Roehler
- 2020: Catweazle, regie: Sven Unterwaldt

### Televisie
- 1987: Sommer in Lesmona (tv-meerdeler), regie: Peter Beauvais
- 1988: Faust – Vom Himmel durch die Welt zur Hölle, regie: Dieter Dorn
- 1988: Der Fahnder (tv-serie, aflevering Familienband)
- 1989: Tatort: Katjas Schweigen (tv-reeks), regie: Hans Noever
- 1990: Liebesgeschichten (tv-serie)
- 1989: Salz für das Leben (korte film), regie: Rainer Kaufmann
- 1990: Regina auf den Stufen (tv-serie), regie: Bernd Fischerauer
- 1991: Von Gewalt keine Rede (tv-film), regie: Theodor Kotulla
- 1992: Der Fahnder (tv-serie, aflevering Zwischen den Stühlen)
- 1993: Polizeiruf 110: Blue Dream – Tod im Regen (tv-reeks), regie: Bodo Fürneisen
- 1994: Himmel und Hölle (tv-film), regie: Hans-Christian Schmid
- 1994: Das gläserne Haus (tv-film), regie: Rainer Bär
- 1996: Hart, aber herzlich − Operation Jennifer (tv-film), regie: Tom Mankiewicz
- 1998: Macht (tv-thriller), regie: Miguel Alexandre
- 1999: Männer sind wie Schokolade (tv-film), regie: Uwe Wilhelm
- 1999: Balzac – Ein Leben voller Leidenschaft (tv-film), regie: Josée Dayan
- 1999: Else – Geschichte einer leidenschaftlichen Frau (tv-film), regie: Egon Günther
- 2000: Begierde (Desire), regie: Colleen Murphy
- 2001: Girl, regie: Piers Ashworth
- 2002: Nachtmusik, Kurzfilm, regie: Johannes Thielmann
- 2003: Der Job seines Lebens, regie: Rainer Kaufmann
- 2004: Der Job seines Lebens 2 – Wieder im Amt, regie: Hajo Gies
- 2005: Die Diebin und der General (tv-film), regie: Miguel Alexandre
- 2005: Küss mich, Hexe! (tv-film), regie: Diethard Küster
- 2006: Das wahre Leben (tv-film), regie: Alain Gsponer
- 2009: Romeo und Jutta (tv-film), regie: Jörg Grünler
- 2009: Vulkan (tv-film), regie: Uwe Janson
- 2010: Die Grenze (tv-film), regie: Roland Suso Richter
- 2011: Die fremde Familie (tv-film), regie: Stefan Krohmer
- 2012: Clarissas Geheimnis (tv-film), regie: Xaver Schwarzenberger
- 2012: Baron Münchhausen (tweedelige tv-film), regie: Andreas Linke
- 2013: Verratene Freunde (tv-film), regie: Stefan Krohmer
- 2013: Tatort: Die Wahrheit stirbt zuerst (tv-reeks), regie: Miguel Alexandre
- 2013: Totenengel – Van Leeuwens zweiter Fall (tv-film), regie: Matti Geschonneck
- 2013: Kleine Schiffe (tv-film), regie: Matthias Steurer
- 2014: Die Fahnderin (tv-film), regie: Züli Aladağ
- 2015: Freundinnen – Alle für eine (tv-film), regie Jan Ruzicka
- 2016: Emma nach Mitternacht – Der Wolf und die sieben Geiseln|Der Wolf und die sieben Geiseln, regie: Torsten C. Fischer
- 2016: Emma nach Mitternacht – Frau Hölle, regie: Torsten C. Fischer
- 2016: Tödliche Geheimnisse – Geraubte Wahrheit (tv-film), regie: Sherry Hormann
- 2017: Tödliche Geheimnisse – Jagd in Kapstadt (tv-film), regie: Sherry Hormann
- 2020: Unsere wunderbaren Jahre (driedelige tv-film), regie: Elmar Fischer

## Synchronisatie
- 2001: Königin Camilla in Rudolph und der Spielzeugdieb
- 2002: Augustine in 8 Frauen

## Luisterboeken
- 2005: Fay Weldon, Die Teufelin (met Mechthild Großmann), Patmos audio, ISBN 978-3-491-91192-5, verkort, 4 cd's, 332 min.
- 2006: David McKee, Du hast angefangen! Nein, du! ... Geschichten vom Streiten und Vertragen, Sauerländer audio, ISBN 978-3-411-80881-6, onverkort, 1 cd, 57 min.
- 2007: Kathy Reichs, Knochen zu Asche, Random House Audio Köln, ISBN 978-3-86604-708-2, verkort, 6 cd's, 427 min.
- 2008: Kathy Reichs, Der Tod kommt wie gerufen, Random House Audio Köln, ISBN 978-3-86604-894-2, verkort, 6 cd's, 446 min.
- 2011: Dora Heldt, Ausgeliebt, Random House Audio Köln, ISBN 978-3-8371-0885-9, verkort, 3 cd's

## Publicaties
- Katja und Susanne Riemann: Der Name der Sonne. Xenos Verlag, 1999, ISBN 978-3933697646.
- Katja Riemann: Jeder hat. Niemand darf. Projektreisen. S. Fischer, Frankfurt a. M. 2020, ISBN 978-3-10-397313-6, leesproef.

## Autobiografie
- Katharina Blum: Katja Riemann. Mit Charme und Power. Heyne, München 1998, ISBN 3-453-14056-7.